# Вест-Картедж (Нью-Йорк)
Вест-Картедж (англ. West Carthage) — селище (англ. village) в США, в окрузі Джефферсон штату Нью-Йорк. Населення — 1780 осіб (2020).

## Географія
Вест-Картедж розташований за координатами 43°58′25″ пн. ш. 75°37′18″ зх. д. / 43.97361° пн. ш. 75.62167° зх. д. (43.973623, -75.621561).  За даними Бюро перепису населення США в 2010 році селище мало площу 3,61 км², з яких 3,36 км² — суходіл та 0,25 км² — водойми.

## Демографія
Згідно з переписом 2010 року, у селищі мешкало 2012 осіб у 845 домогосподарствах у складі 543 родин. Густота населення становила 557 осіб/км².  Було 891 помешкання (247/км²).
Расовий склад населення:
| - 90,2 % — білих - 4,2 % — чорних або афроамериканців - 1,5 % — азіатів - 0,3 % — корінних американців - 1,2 % — осіб інших рас |

До двох чи більше рас належало 2,6 %. Частка іспаномовних становила 4,1 % від усіх жителів.
За віковим діапазоном населення розподілялося таким чином: 26,4 % — особи молодші 18 років, 60,1 % — особи у віці 18—64 років, 13,5 % — особи у віці 65 років та старші. Медіана віку мешканця становила 31,7 року. На 100 осіб жіночої статі у селищі припадало 90,2 чоловіків;  на 100 жінок у віці від 18 років та старших — 85,9 чоловіків також старших 18 років.
Середній дохід на одне домашнє господарство  становив 57 512 долари США (медіана — 54 856), а середній дохід на одну сім'ю — 67 369 доларів (медіана — 66 894). Медіана доходів становила 52 151 долар для чоловіків та 36 250 доларів для жінок. За межею бідності перебувало 12,5 % осіб, у тому числі 11,2 % дітей у віці до 18 років та 14,0 % осіб у віці 65 років та старших.
Цивільне працевлаштоване населення становило 735 осіб. Основні галузі зайнятості: освіта, охорона здоров'я та соціальна допомога — 30,6 %, роздрібна торгівля — 18,1 %, публічна адміністрація — 15,6 %.